# Jules Bastien-Lepage
Jules Bastien-Lepage (Damvillers, 1º novembre 1848 – Parigi, 10 dicembre 1884) è stato un pittore francese.

## Biografia
Bastien Lepage nacque presso Verdun, in un ambiente modesto e umile di proprietari terrieri e di contadini, da Claude Bastien e Catherine Adèle Lepage. Frequentò le scuole secondarie al Liceo Buvignier di Verdun e prese il diploma a indirizzo scientifico senza particolari meriti scolastici. Mostrò però, timidamente, una certa vocazione artistica. 

Giunse quindi a Parigi nel 1867 ed entrò all'Amministrazione delle Poste come impiegato di supplemento, il che lo favoriva, lasciandogli il tempo libero per dedicarsi al disegno. La situazione non era comunque ideale.
Lepage tentò allora il concorso per essere ammesso a frequentare la Scuola di Belle arti: non vinse, ma poté comunque assistere ai corsi in qualità aspirante.
L'anno seguente venne accettato nell'atelier di Alexandre Cabanel, dove s'impegnò molto nel disegno. Finalmente, nel 1868, giunse primo al concorso ed entrò nella Scuola di Belle arti, sezione pittura, assieme al suo amico Louis-Joseph-Raphaël Collin.
Dopo una serie di iniziative per procurarsi degli aiuti finanziari, Lepage fece il suo debutto al Salon con un ritratto che non fu neanche notato. Era il 1870. Ma nel 1873 espose i quadri In primavera e l'anno seguente Mio nonno, ambedue particolarmente apprezzati dalla critica; poi, nel 1875, L'annuncio ai pastori gli permise di arrivare secondo al Prix de Rome.
Dovette allora decidere fra due indirizzi, ma esitò molto: i temi tradizionali o la sua inclinazione per le scene di vita nei campi. Pittore del mondo rurale, Lepage amava lavorare in mezzo ai contadini, seguirli nelle loro faccende quotidiane. Da questa tendenza vennero tele come La fienagione, Stagione d'ottobre, Padre Giacomo, L'amore nel villaggio, Il mietitore affila la falce, ecc.
Nel parco delle Rainettes, a Damvilles, che a quel tempo era un grande frutteto, pensò di creare un atelier all'aria aperta e vi ricevette diverse persone importanti, dal fratello del re di Serbia allo scrittore André Theuret. Parallelamente ebbe molto successo come ritrattista, con uno stile che ricorda il realismo fiammingo nelle sue dimensioni modeste e nelle sue esecuzioni minuziose: sono i ritratti del Principe di Galles, di Monsieur Wolff, di Madame Godillet, di Juliette Drouet, di Sarah Bernhardt e così via. Anche Marie Bashkirtseff lo ammirava profondamente. La sua opera e le sue concezioni influenzarono profondamente la pittura di Fernand Pelez che lo conobbe nel 1880.
Lepage non lavorò per più di dieci anni in tutto, tanto breve fu la sua vita. Per questo l'opera che ci ha lasciato appare sorprendente e sicuramente eccezionale. Egli non poté esprimere tutta la dimensione del suo talento in soli 36 anni di esistenza: il 10 dicembre del 1884, infatti, Lepage morì nel suo atelier parigino di Rue Legendre, falciato da un tumore all'addome. Dopo la sua morte il fratello Emilio diede al giardino delle Rainettes l'aspetto attuale di Parco.
Le tele di Jules Bastien-Lepage sono presenti nei maggiori musei del mondo: Parigi, Londra, New York, Mosca, Melbourne, Filadelfia ecc.

## Riflessioni su un'opera

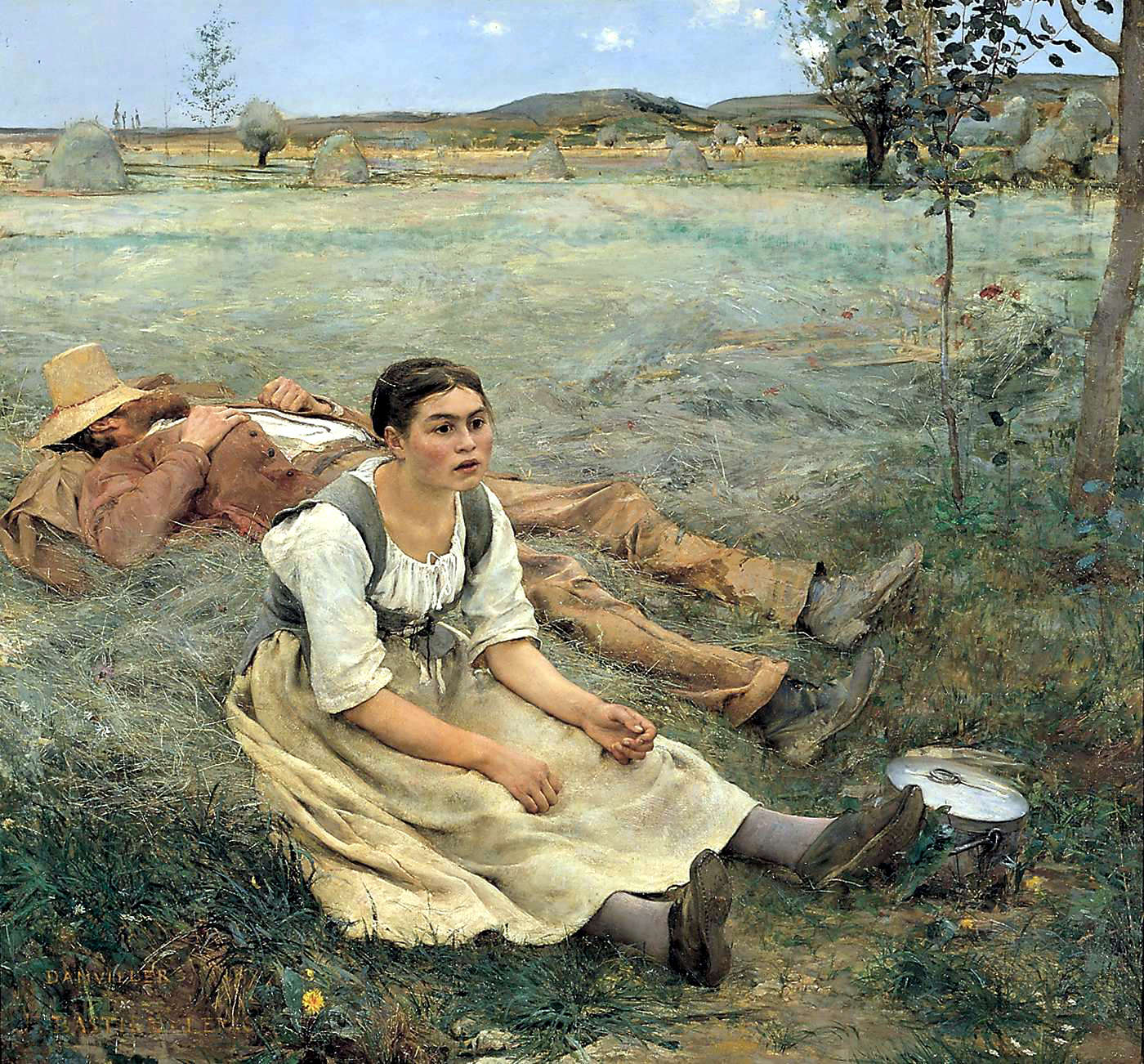
La fienagione, 1877.

La fienagione del 1877. Una lunga analisi descrittiva di questo quadro fatta dal critico Paul Mantz permette di comprendere meglio la complessità delle reazioni che, all'epoca, suscitò quest'immagine di un momento di riposo durante il pesante lavoro: 

## Émile Zola e Bastien-Lepage

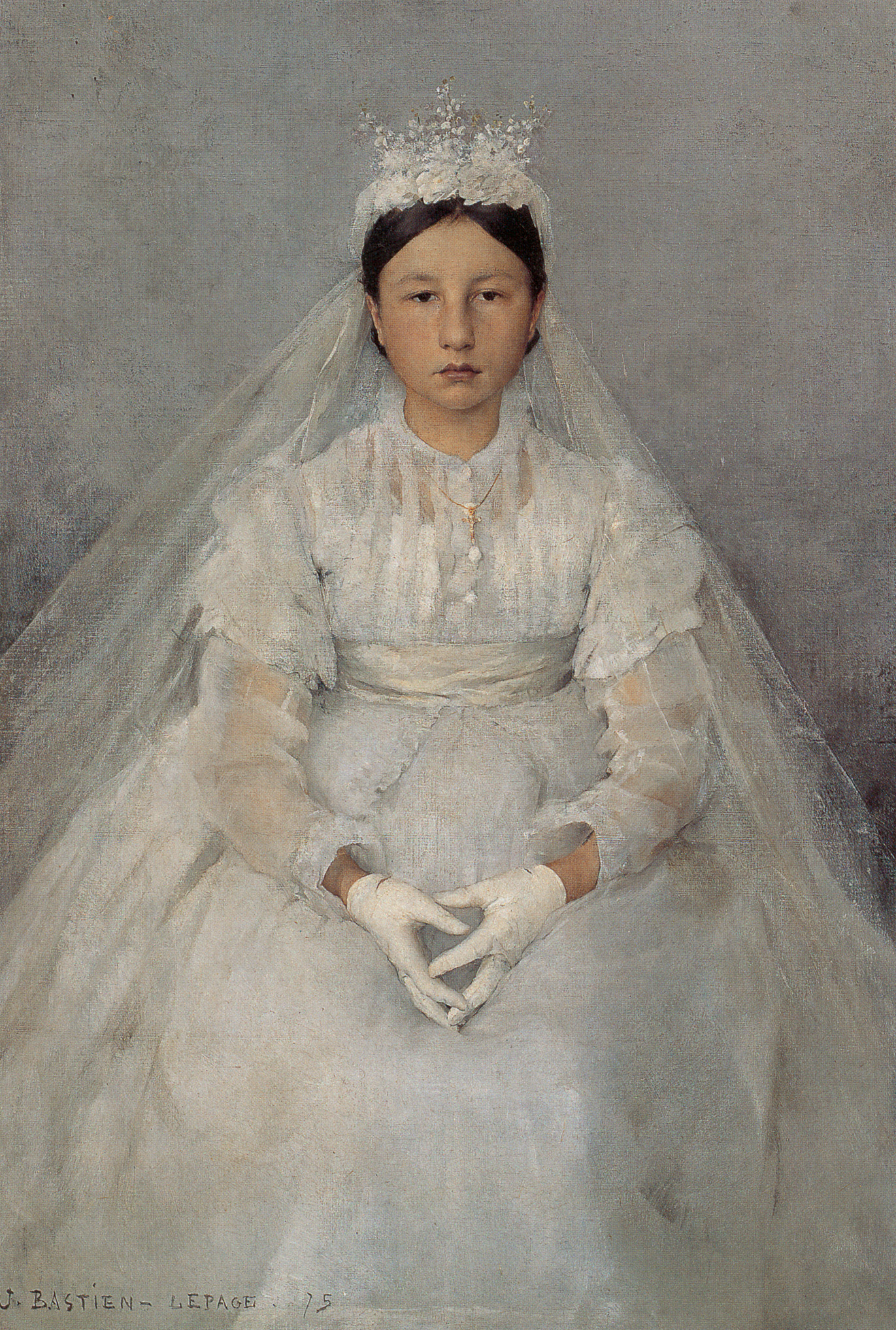
La Prima Comunione, 1875

Si pretende talvolta che Zola abbia abbandonato gli impressionisti, non avendoli compresi, per volgersi verso pittori come Bastien-Lepage di cui egli riconobbe il talento di ritrattista sin dal 1876 e di cui fu amico. Ma una lettura più attenta dei testi mostra come ciò non sia. Fedele al suo metodo critico, che constata e analizza le evoluzioni oggettive della storia dell'arte più che definirne le regole, Zola fa vedere come Bastien-Lepage, formato da Cabanel, abbia soltanto subito inconsciamente l'influenza della "formula impressionista" di cui egli consacra il trionfo nel renderla insulsa e ponendola ingegnosamente alla portata del pubblico. Ma il successo di Bastien-Lepage agli occhi di Zola si rivolta contro il pittore stesso: le vere personalità sono sempre esposte all'ostilità della folla.... «Tutti i veri creatori, agli inizi della loro carriera, hanno sempre incontrato una forte resistenza. È questa una regola assoluta, che non ammette eccezioni. Invece a lui vanno gli applausi; cattivo segno ....».

## Citazione
- «Mi sono messo a fare ciò che vedevo, provando a dimenticare ciò che mi era stato insegnato.»

## Alcune opere
- Les Foins , huile sur toile, 1.6 x 1.95 m, 1877, Paris, musée d'Orsay., su musee-orsay.fr. URL consultato il 21 dicembre 2011 (archiviato dall'url originale il 2 aprile 2013).
- Saison d'octobre, récolte des pommes de terre, huile sur toile, 181 x 199 cm, 1879, Melbourne, National Gallery of Victoria., su bastien-lepage.blogspot.com.
- Venezia la sera, Museo Magnin, Digione, 1880.
- La Voltafieno a riposo, Najonalgalleriet, Oslo, 1881.
- Pauvre Fauvette, huile sur toile, 162,5 x 125,7 cm, 1881, Glasgow, The Art Gallery and Museum., su bastien-lepage.blogspot.com.
- Venditrice di fiori a Londra, Museo Bastien-Lepage, Montmédy, 1882.
- Padre Giacomo, Milwaukee Art Center, Milwaukee, 1882.
- Il piccolo venditore ambulante addormentato, Museo di Belle arti, Tournai, 1882.
- Pas Mèche, huile sur toile, 132 x 89,5 cm, 1882, Edimbourg, National Gallery of Scotland., su nationalgalleries.org.
- Il sorgere della Luna a Algeri, Museo di Belle arti, Nancy, 1884.
- Paysage au Charbonnier, l'hiver,huile sur toile, 59 x 77,5 cm, vers 1884, Vernon, musée municipal., su bastien-lepage.blogspot.com.
- L'Amore al villaggio, Museo Pushkin, Mosca.

## Riconoscimenti
- Una via di Parigi porta il suo nome.

## Galleria d'immagini

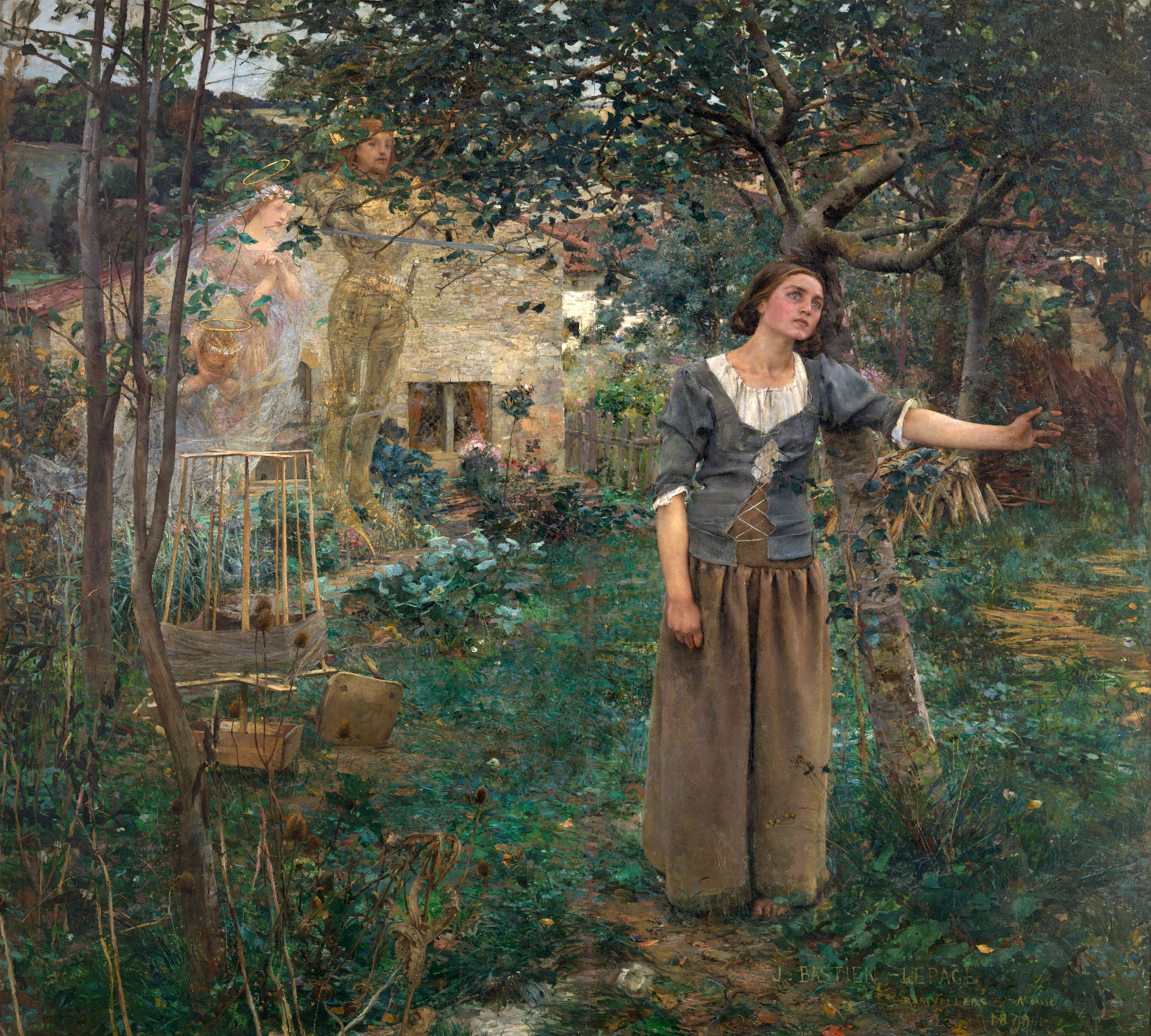
Giovanna d'Arco, 1879.
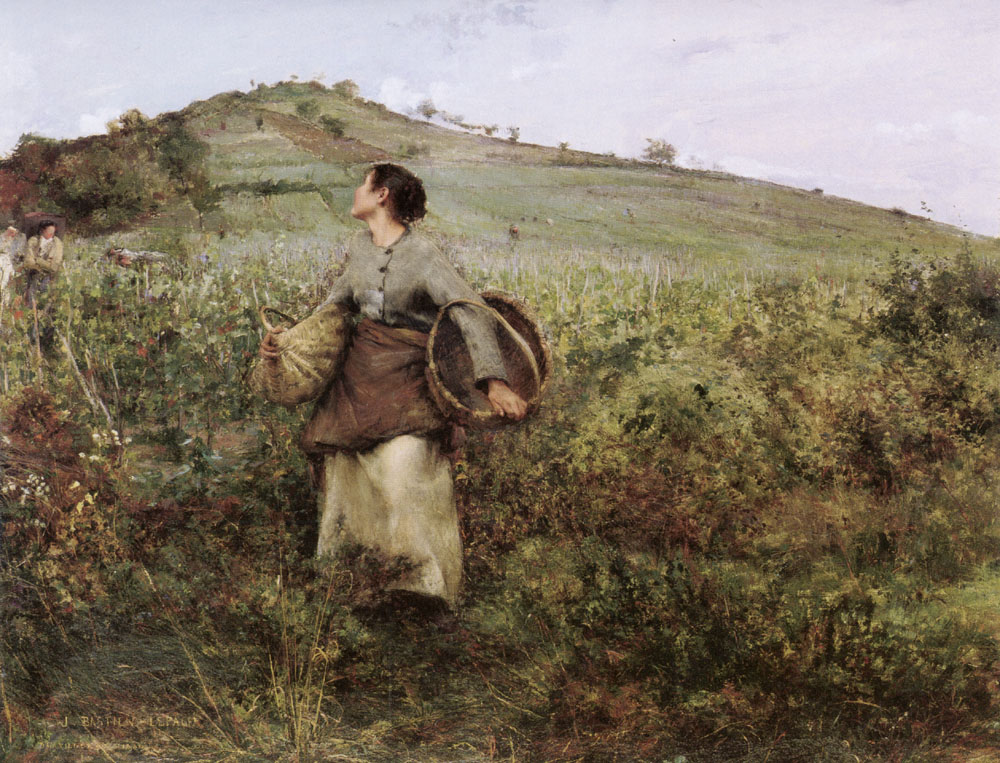
Tempo di vendemmia, 1877.
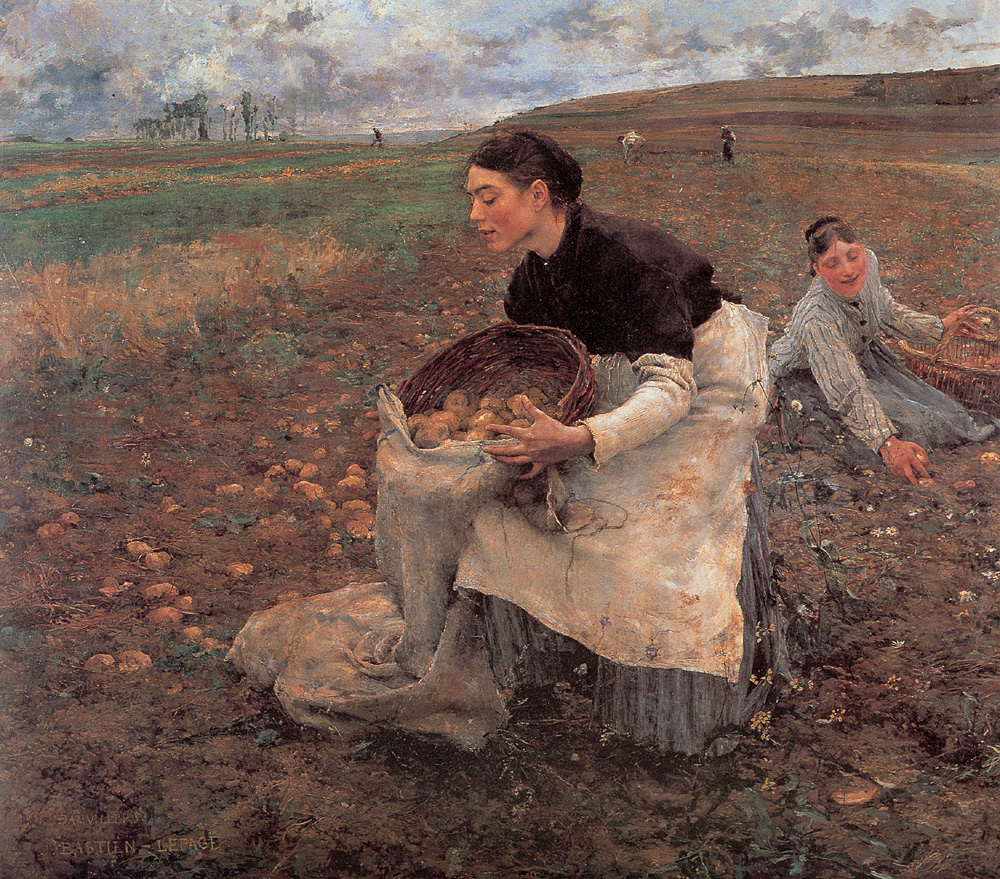
La raccolta delle patate, 1877.
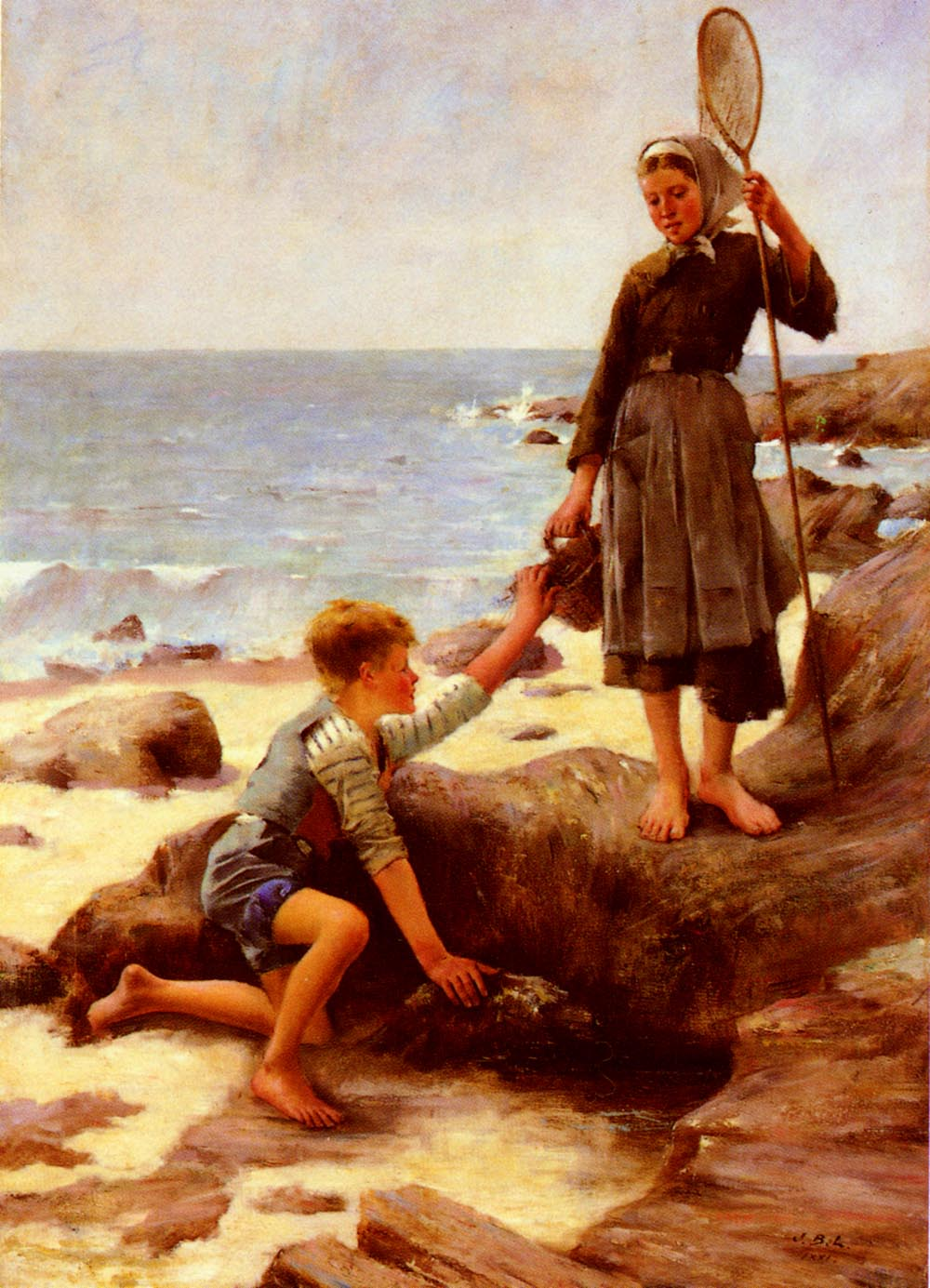
I piccoli pescatori
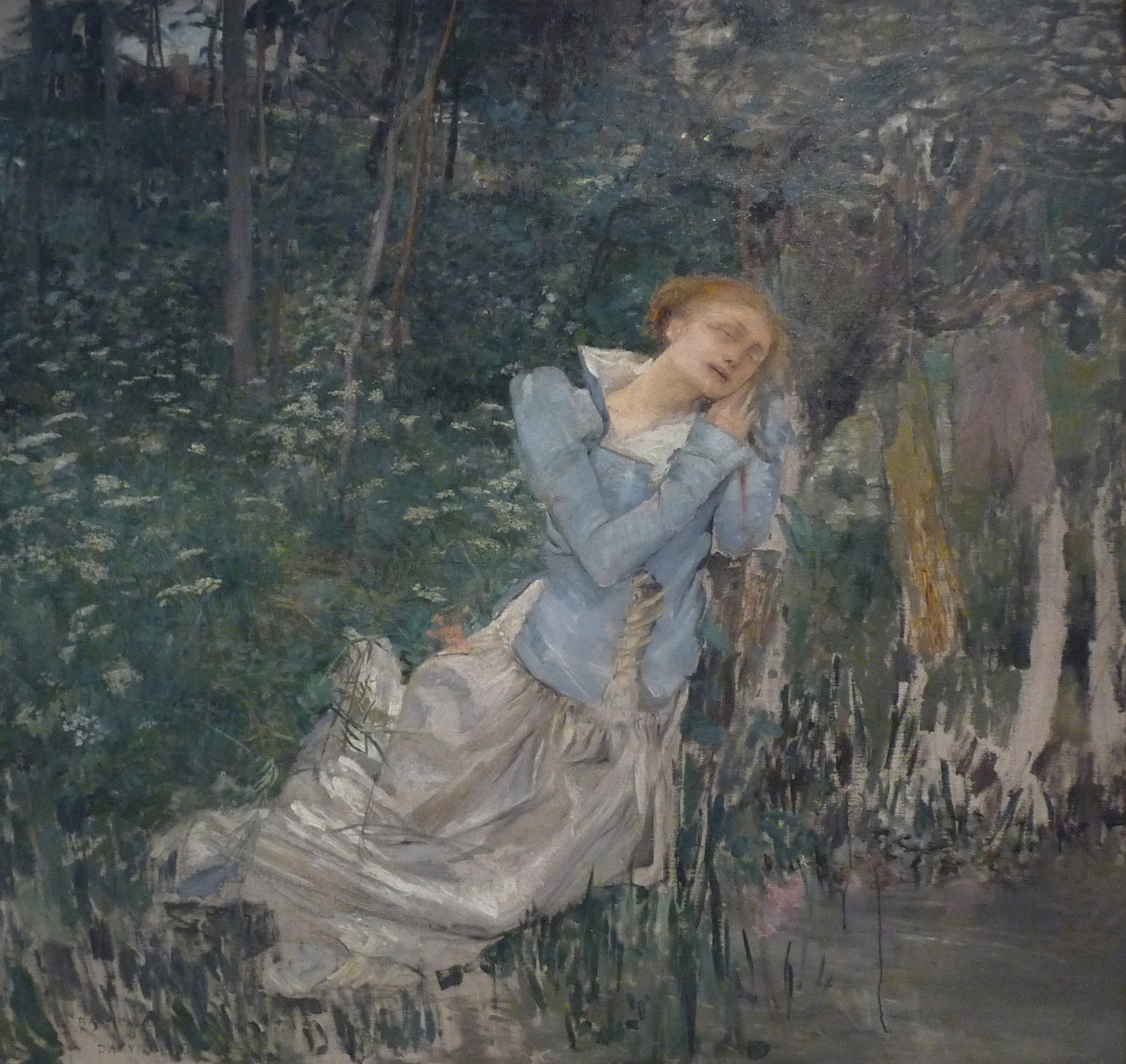
Ofelia, 1881.
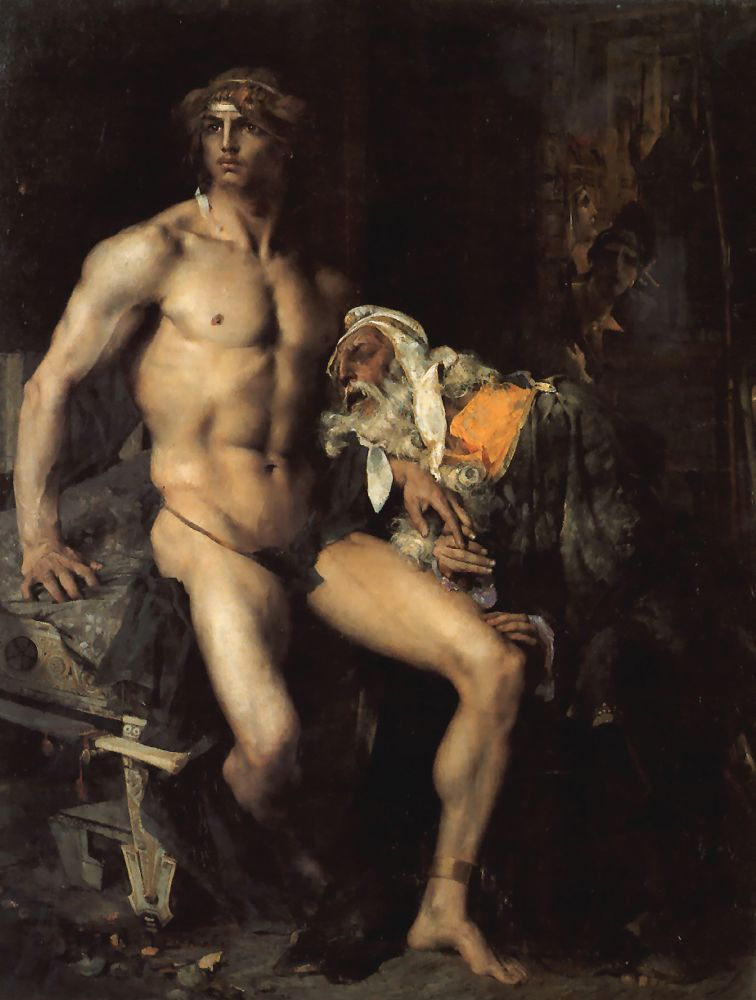
Achille e Priamo
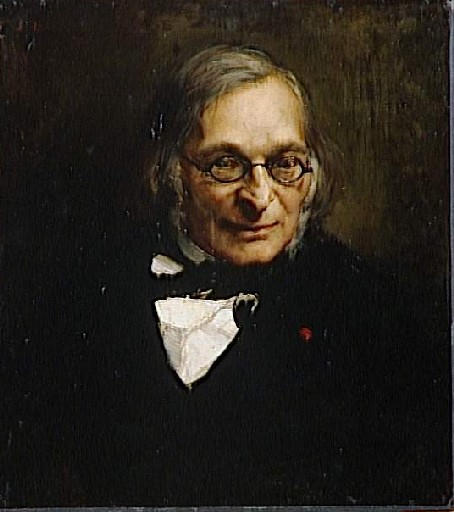
Adolphe Franck, 1878.
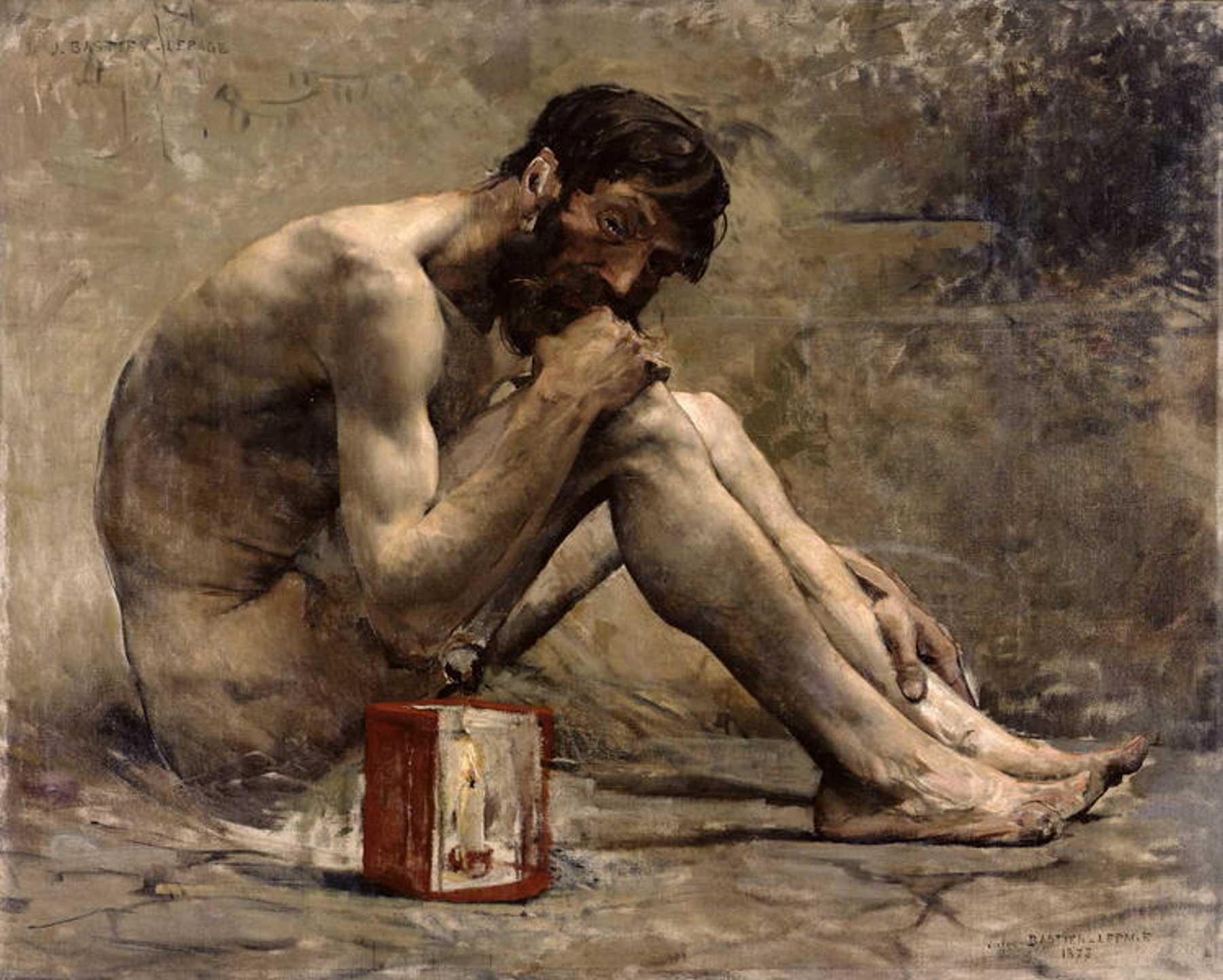
Diogene, 1873.